# Alberto Anchart (padre)
Alberto Anchart, cuyo nombre completo era Jesús Alberto Anchart (Gualeguay, provincia de Entre Ríos, 26 de enero de 1906 - Buenos Aires, 25 de marzo de 1978), fue un actor de teatro y cine argentino. Se inició en el teatro y en 1923 debutó en la película sin sonido El último centauro. En la etapa del cine sonoro su primer trabajo fue en La barra mendocina, dirigida por Mario Soffici, en tanto en el teatro se destacó en el género de la comedia y la revista. Fue el padre del también actor Alberto Anchart.

## Filmografía
Actor
- El profesor erótico   (1976)
- La calle Corrientes   (1943)
- Sinfonía argentina   (1942)
- La quinta calumnia   (1941)
- Ambición   (1939)
- Sombras porteñas   (1936)
- La barra mendocina   (1935)
- El último centauro  (1923)

## Televisión
- El mundo del espectáculo  (episodio: "Sangre y arena") (1968), como Potoge.

## Teatro
- 1936: Sisebuta está loca.